# Roadrunner United
Roadrunner United: The All-Star Sessions ist ein Metal-Album, das von Roadrunner Records produziert wurde. Es erschien am 11. Oktober 2005 anlässlich des 25. Geburtstags der Plattenfirma. Die Stücke wurden von verschiedenen Musikern geschrieben und aufgenommen.

## Entstehung
Die Idee für Roadrunner United entstand im Juni 2004, als der A&R-Mitarbeiter Monte Conner nach Möglichkeiten suchte, den 25. Geburtstag von Roadrunner Records zu feiern. Das Album sollte die gesamte Geschichte des Labels ebenso wie neue Künstler abdecken. Der Entwurf sah vier “Team captains” vor, die je vier Stücke schreiben und zu jedem zwei Gitarristen, einen Bassisten sowie einen Schlagzeuger aussuchen sollten. Die Gruppen sollten die Instrumentalstücke in einem vom Captain ausgewählten Studio aufnehmen, die jeweils ein anderer Sänger mit selbstgeschriebenem Text und Gesangsstimme versah. Die Sänger konnten ihre Stimmen in einem Studio ihrer Wahl aufnehmen.
Die Arbeiten am Album begannen im August 2004, als mit Joey Jordison, Matthew Heafy, Dino Cazares und Robb Flynn die “Team captains” ausgewählt wurden. Diese vier Musiker koordinierten die Arbeit von insgesamt 55 Musikern aus 42 ehemaligen und derzeitigen Roadrunner-Bands und produzierten 18 Lieder. Joey Jordisons Team nahm ein fünftes Stück auf, außerdem wurde eine Kooperation von Mikael Åkerfeldt und Josh Silver mitveröffentlicht.
2008 wurde die Konzert-DVD Roadrunner United – The Concert veröffentlicht, auf der das Roadrunner-Jubiläums-Konzert vom Dezember 2005 und eine 75-minütige Dokumentation enthalten sind. Das Projekt wurde von Lora Richardson koordiniert, der Mix erfolgte durch Colin Richardson und Andy Sneap. Vier Lieder des Albums wurden live aufgeführt, zusätzlich wurden einige Highlights des Roadrunner-Rosters in unterschiedlichen Besetzungen gespielt. Unter anderem beteiligten sich neben den Musikern des Albums auch Tim „Ripper“ Owens, Scott Ian von Anthrax und Ville Valo an dem Auftritt.

## Titelliste
1. The Dagger – 5:31 – Howard Jones (Gesang), Robb Flynn (Gitarre/Gesang), Jordan Whelan (Gitarre), Jeff Waters (Gitarrensolo), Christian Olde Wolbers (Bass), Andols Herrick (Schlagzeug)
2. The Enemy – 4:44 – Mark Hunter (Gesang), Dino Cazares (Gitarre), Andreas Kisser (Gitarre), Paul Gray (Bass), Roy Mayorga (Schlagzeug)
3. Annihilation by the Hands of God – 5:33 – Glen Benton (Gesang), Matt DeVries (Gitarre), Rob Barrett (Gitarre), James Murphy (Gitarrensolo), Steve DiGiorgio (Bass), Joey Jordison (Schlagzeug)
4. In the Fire – 4:07 – King Diamond (Gesang), Matt Heafy (Gitarre), Corey Beaulieu (Gitarre), Mike D’Antonio (Bass), Dave Chavarri (Schlagzeug)
5. The End – 3:35 – Matt Heafy (Gesang/Gitarre), Dino Cazares (Gitarre), Nadja Peulen (Bass), Roy Mayorga (Schlagzeug), Rhys Fulber (Keyboards)
6. Tired ’N Lonely – 3:37 – Keith Caputo (Gesang/Keyboard), Matt Baumbach (Gitarre), Tommy Niemeyer (Gitarre), Acey Slade (Gitarre), James Root (Gitarrensolo), Joey Jordison (Schlagzeug/Bass)
7. Independent (Voice of the Voiceless) – 4:51 – Max Cavalera (Gesang), Robb Flynn (Gitarre/Keyboards), Jordan Whelan (Gitarre), Jeff Waters (Gitarrensolo), Christian Olde Wolbers (Bass), Andols Herrick (Schlagzeug)
8. Dawn of a Golden Age – 4:09 – Dani Filth (Gesang), Matt Heafy (Gitarre), Justin Hagberg (Gitarre), Sean Malone (Bass), Mike Smith (Schlagzeug)
9. The Rich Man – 6:49 – Corey Taylor (Gesang), Robb Flynn (Gitarre/Keyboard), Jordan Whelan (Gitarre), Christian Olde Wolbers (Bass), Andols Herrick (Schlagzeug)
10. No Way Out – 3:27 – Daryl Palumbo (Gesang), Matt Baumbach (Gitarre/Bass), Joey Jordison (Schlagzeug), Junkie XL (Programmierung/Synthesizer)
11. Baptized in the Redemption – 3:19 – Dez Fafara (Gesang), Dino Cazares (Gitarre), Andreas Kisser (Gitarrensolo), Paul Gray (Bass), Roy Mayorga (Schlagzeug)
12. Roads – 2:24 – Mikael Åkerfeldt (Gesang), Josh Silver (Keyboards/Gesang)
13. Blood & Flames – 5:38 – Jesse David Leach (Gesang), Matt Heafy (Gitarre), Josh Rand (Gitarre), Mike D’Antonio (Bass), Johnny Kelly (Schlagzeug)
14. Constitution Down – 5:04 – Kyle Thomas (Gesang), Matt DeVries (Gitarre), Rob Barrett (Gitarre), James Murphy (Gitarrensolo), Andy La Rocque (Gitarrensolo), Steve DiGiorgio (Bass), Joey Jordison (Schlagzeug)
15. I Don’t Wanna Be (A Superhero) – 2:02 – Michale Graves (Gesang), Matt Heafy (Gitarre), Justin Hagberg (Gitarre), Mike D’Antonio (Bass), Dave Chavarri (Schlagzeug)
16. Army of the Sun – 3:48 – Tim Williams (Gesang), Robb Flynn (Gitarre), Jordan Whelan (Gitarre), Christian Olde Wolbers (Bass), Andols Herrick (Schlagzeug)
17. No Mas Control – 3:01 – Christian Machado (Gesang), Dino Cazares (Gitarre), Souren „Mike“ Sarkisyan (Gitarre), Andreas Kisser (Gitarre), Marcelo Dias (Bass), Dave McClain (Schlagzeug)
18. Enemy of the State – 5:08 – Peter Steele (Gesang/Keyboards), Steve Holt (Gitarre), Dave Pybus (Bass), Joey Jordison (Schlagzeug), Josh Silver (Keyboards)

## Beteiligte Musiker
- Acey Slade (Murderdolls, Trashlight Vision)
- Andols Herrick (Chimaira)
- Andreas Kisser (Sepultura)
- Andy La Rocque (King Diamond)
- Christian Olde Wolbers (Fear Factory)
- Corey Beaulieu (Trivium)
- Corey Taylor (Slipknot, Stone Sour)
- Cristian Machado (Ill Niño)
- Dani Filth (Cradle of Filth)
- Daryl Palumbo (Glassjaw)
- Dave Chavarri (Ill Niño)
- Dave McClain (Machine Head, ex-Sacred Reich)
- Dave Pybus (Cradle of Filth, ex-Anathema)
- Dez Fafara (DevilDriver, ex-Coal Chamber)
- Dino Cazares (Divine Heresy, Asesino, ex-Brujeria, Fear Factory)
- Glen Benton (Deicide)
- Howard Jones (ex-Killswitch Engage, Blood Has Been Shed)
- James Murphy (ex-Testament, ex-Death, ex-Obituary)
- James Root (Slipknot, ex-Stone Sour)
- Jeff Waters (Annihilator)
- Jesse David Leach (Seemless, Killswitch Engage)
- Joey Jordison (ex-Slipknot, Murderdolls)
- Johnny Kelly (Type O Negative)
- Jordan Whelan (Still Remains)
- Josh Rand (Stone Sour)
- Josh Silver (Type O Negative)
- Justin Hagberg (3 Inches of Blood)
- Keith Caputo (Life of Agony)
- King Diamond (King Diamond, Mercyful Fate)
- Kyle Thomas (ex-Exhorder)
- Logan Mader (ex-Machine Head, ex-Soulfly)
- Marcelo Dias (ex-Soulfly)
- Mark Hunter (Chimaira)
- Matt Baumbach (ex-Vision of Disorder)
- Matt DeVries (Chimaira)
- Matthew Heafy (Trivium)
- Max Cavalera (Soulfly, ex-Sepultura, ex-Nailbomb)
- Michale Graves (ex-Misfits)
- Mikael Åkerfeldt (Opeth, Bloodbath)
- Mike D’Antonio (Killswitch Engage)
- Mike Smith (Suffocation)
- Nadja Peulen (ex-Coal Chamber)
- Paul Gray (Slipknot)
- Peter Steele (Type O Negative, ex-Carnivore)
- Rhys Fulber (Front Line Assembly)
- Rob Barrett (Cannibal Corpse, ex-Malevolent Creation)
- Robb Flynn (Machine Head, ex-Vio-lence)
- Roy Mayorga (Ministry, Stone Sour, ex-Soulfly)
- Sean Malone (Gordian Knot, ex-Cynic)
- Souren "Mike" Sarkisyan (Spineshank)
- Steve DiGiorgio (Testament, Sadus, ex-Death)
- Steve Holt (36 Crazyfists)
- Tim Williams (Bloodsimple, ex-Vision of Disorder)
- Tom Holkenborg (Junkie XL, ex-Nerve)